# Rasmane Ouédraogo
Rasmané Ouédraogo dit "Raso" ou en "Ladji" est comédien, réalisateur et producteur Burkinabè.

## Biographie

### Enfance et étude
Rasmané Ouédraogo est né à Ouahigouya au Burkina Faso. Il étudie d'abord à l'Institut d'éducation Cinématographique de Ouagadougou (INAFEC) ; ensuite, il obtient un diplôme supérieur en spécialité de production à l’école supérieure de l’Audio-visuel à Paris.

### Carrière
Technicien de cinéma de formation, il occupe entre 1985 et 1993, le poste Secrétaire général adjoint  de  Fédération Panafricaine des Cinéastes. Rasmané Ouédraogo est aussi Chargé d'étude et point focal de l' Organisation des Nations Unies pour l'éducation, la science et la culture (UNESCO) au ministère de la culture.   Ancien Président du Conseil d'Administration du Festival panafricain du cinéma et de la télévision de Ouagadougou (FESPACO), il a assumé la fonction de Président du Jury Documentaire et Court métrage International lors du festival Écrans noirs, 2015 à Yaoundé. Il est aussi expert consultant en diversité culturelle auprès de plusieurs organisations. Raso participe à la mise en place de l'Institut Supérieur de l’Image et du Son (ISIS) où il enseigne, mais aussi enseignant à l' École nationale d’administration et de magistrature (ENAM) et dans d'autres pays de la sous région. 
Aujourd'hui, il consacre aussi une partie de sa vie à la production de fruits et légumes au Mali.  

### Vie associative
Rasmané Ouédraogo a été élu président de la Fédération internationale des coalitions pour la diversité culturelle lors du congrès fondateur de la Fédération qui s’est tenu à Séville en septembre 2007. Il a fondé et dirigé en tant que Secrétaire général le Syndicat National Autonome des Comédiens du Burkina. 

## Filmographie (comme acteur)[7]

### Long métrage
- 1987: Le choix
- 1989: Yaaba
- 1990: Tilaî
- 1996: La Promesse
- 1997: Buud Yam
- 2000: Adanggaman
- 2002: Moolaade
- 2003: La colère des dieux
- 2004: La Nuit de la vérité
- 2004: Sous la clarté de la lune
- 2004: Ouaga saga
- 2005: Del wende levé toi et marche
- 2009:Danse sacrée à Yaka [8]
- 2015: L’œil du Cyclone
- 2017: Bienvenue au Gondwana
- 2022:  Mayouya [9]
- 2025 ; Katanga ou la danse des scorpions.

### Court métrage
- 2001: Le truc de Konaté

### Télévision
- 2002: Monia et Rama
- 2000: Le monde à l'endroit[10]

### Série
- Trois femme un village
- Trois homme un village
- Bienvenue à kikideni[11]

## Prix et Distinctions
- 2016:  Prix du meilleur acteur burkinabè au Sotigui Awards[12].